# Discord
Discord là một ứng dụng trò chuyện trực tuyến đa nền tảng được phát triển bởi Discord Inc. Người dùng có thể nhắn tin và trò chuyện trực tuyến thông qua các "máy chủ" (server). Máy chủ là một hội nhóm bao gồm các phòng chát và các kênh trò chuyện thoại, được truy cập thông qua các lời mời tham gia. Discord có thể chạy trên Windows, macOS, Android, iOS, Linux và các trình duyệt web khác. Tính đến  năm 2024, Discord có khoảng 150 triệu người dùng hàng tháng và 19 triệu người dùng hàng tuần. Tính đến tháng 3 năm 2022, Discord có khoảng 600 nhân viên trên toàn cầu.

## Lịch sử
Discord được sáng tạo bởi Jason Citron, người đã thành lập OpenFeint, và Stanislav Vishnevskiy, người đã thành lập GuildWork. Năm 2011, Citron bán OpenFeint cho GREE với giá 104 triệu USD. Năm 2012, Citron dùng số tiền kiếm được từ việc bán OpenFeint để thành lập Hammer & Chisel, một studio phát triển trò chơi. Sản phẩm đầu tiền của họ là Fates Forever, phát hành vào năm 2014, được Citron kì vọng sẽ là tựa game MOBA đầu tiền trên nền tảng di động, nhưng nó đã không thành công về mặt thương mại.
Trong quá trình phát triển Fates Forever, Citron nhận thấy sự khó khăn của việc giao tiếp trong các tựa game như Final Fantasy XIV hay League of Legends bằng các phần mềm trò chuyện trực tuyến lúc bấy giờ. Điều này dẫn đến sự phát triển của một phần mền nhắn tin thân thiện với người dùng và tối ưu hiệu năng cho người chơi. Cái tên Discord được chọn bởi vì "nghe rất ngầu", dễ đọc, dễ nhớ và có sẵn để đặt tên cho thương hiệu và website. Hơn nữa, "Giao tiếp trong cộng đồng game" ("Discord in gamming community") là vấn đề nhóm muốn giải quyết.
Để phát triển Discord, Hammer & Chisel đã nhận thêm nguồn vốn từ chương trình "Studio 9+" của vườn ươm doanh nghiệp YouWeb, vườn cũng đã tài trợ khởi nghiệp công ty, và từ Benchmark capital và Tencent.
Discord được phát hành vào tháng 5 năm 2015 dưới tên miền discordapp.com. Theo Citron, họ không tập trung vào bất cứ tập đối tượng người dùng nào, nhưng các subreddits lại nhanh chóng thay thế các liên kết IRC bằng các liên kết Discord. Discord được sử dụng chủ yếu bởi game thủ và trong các giải đấu game. Công ty hưởng lợi từ mối quan hệ với các Twitch streamer và các cộng đồng subreddit cho việc dùng Discord trong Diablo và World of Warcraft.
Vào tháng 1 năm 2016, Discord đã huy động được thêm 20 triệu USD tiền đầu tư, bao gồm một khoản đầu tư từ WarnerMedia. Vào năm 2019, WarnerMedia Investment Group đã giải thể và được mua lại bởi AT&T.
Microsoft đã thông báo vào tháng 4 năm 2018 sẽ hỗ trợ Discord cho người dùng Xbox Live, cho phép người dùng liên kết tài khoản Discord và Xbox Live để có thể kết nối với bạn bè  thông qua Discord.
Vào tháng 12 năm 2018, công ty thông báo đã huy động được 150 triệu USD tiền đầu tư với mức định giá 2 tỷ USD. Lần đầu tư này được dẫn dắt bởi Greenoaks Capital với sự tham gia của Firstmark, Tencent, IVP, Index Ventures và Technology Opportunity Partners.
Vào tháng 3 năm 2020, Discord đã thay đổi phương châm của mình từ "Trò chuyện cho game thủ" thành "Trò chuyện cho cộng đồng và bạn bè". Đây là một phần trong những thay đổi của nền tảng đối với sự gia tăng người dùng do đại dịch COVID-19, cũng như việc giới thiệu các mẫu máy chủ.
Vào tháng 4 năm 2020, tên người dùng Twitter của Discord đã được đổi từ @discordapp thành @discord. Sau đó vào tháng 5 năm 2020, Discord đã thay đổi tên miền chính của mình từ discordapp.com thành discord.com.
Vào tháng 6 năm 2020, Discord thông báo sẽ chuyển trọng tâm từ trò chơi điện tử sang một ứng dụng trò chuyện đa năng hơn, tiết lộ khẩu hiệu mới "Nơi trò chuyện của bạn" ("Your place to talk") và một trang web mới. Các thay đổi được lên kế hoạch khác là giảm số lượng sử dụng game in-joke đối với người dùng, cải thiện trải nghiệm người dùng, và tăng công suất và độ tin cậy của máy chủ. Công ty thông báo đã nhận được thêm 100 triệu USD tiền đầu tư để thực hiện những thay đổi này.

## Tính năng
Discord được xây dựng để tạo và quản lý các cộng đồng riêng tư và công cộng. Discord cung cấp cho người dùng các phương tiện giao tiếp như cuộc gọi thoại hay video, các phòng trò chuyện và các dịch vụ tập trung đến game thủ, cũng như khả năng nhắn tin trực tiếp và tạo các phòng trò chuyện riêng tư. Mặc dù ban đầu các dịch vụ Discord có vẻ chỉ hướng tới game thủ, nhưng trong những năm gần đây, một số bản cập nhật mới đã khiến nó trở nên thân thiện hơn với người dùng mới.

### Máy chủ
Các cộng đồng trong Discord, được gọi là máy chủ, được tổ chức thành các tập hợp kênh riêng biệt. Mặc dù chúng được gọi là máy chủ ở giao diện người dùng, nhưng trong tài liệu dành cho nhà phát triển, chúng được gọi là "hội" ("guild"). Người dùng có thể tạo máy chủ miễn phí, quản lý khả năng hiển thị công khai và tạo kênh thoại, kênh văn bản và danh mục để sắp xếp các kênh vào. Một máy chủ có thể có đến tối đa 800.000 thành viên, điều này được phát hiện khi máy chủ Discord chính thức cho tựa game Genshin Impact đạt đến mức tối đa. Dù vậy, Discord đã nâng giới hạn lên hơn 1.000.000 thành viên trong sự kiện Snowgiving cuối năm 2021.
Bắt đầu từ tháng 10 năm 2017, Discord cho phép các nhà phát triển và nhà phát hành trò chơi xác minh máy chủ của mình. Các máy chủ đã được xác minh, giống như các tài khoản mạng xã hội đã được xác minh, có một huy hiệu để đánh dấu chúng là máy chủ chính thức. Máy chủ đã xác minh được kiểm duyệt bởi nhóm kiểm duyệt của chính nhà phát triển hoặc nhà phát hành trò chơi. Xác minh máy chủ sau đó đã được mở rộng vào tháng 2 năm 2018 cho các đội tuyển thể thao điện tử và nghệ sĩ âm nhạc. Cuối năm 2017, đã có hơn 450 máy chủ được xác minh.
Các thành viên có thể giúp máy chủ nhận được các đặc quyền ở ba cấp độ thông qua tính năng "Server Boost", tính năng này mở khóa các kênh thoại chất lượng cao hơn, nhiều chỗ trống biểu tượng cảm xúc hơn và các đặc quyền khác. Người dùng có thể mua một điểm tăng cấp cho máy chủ với giá 4,99 USD một tháng/điểm. Người đăng ký "Discord Nitro" nhận được hai điểm nâng cấp máy chủ bao gồm trong giá của Nitro và giảm giá 30% cho các lần mua điểm thêm.
Vào năm 2020, Discord đã công bố một tính năng mới, được gọi là "Máy chủ cộng đồng". Nó bao gồm các tính năng như "màn hình chào mừng tùy chỉnh", thông tin chi tiết về máy chủ và khả năng quảng cáo trên trang "Khám phá máy chủ" của Discord

### Kênh
Các kênh có thể được sử dụng để trò chuyện thoại và phát trực tuyến hoặc để nhắn tin tức thời và chia sẻ tệp. Khả năng hiển thị và quyền truy cập vào các kênh có thể được tùy chỉnh để giới hạn quyền truy cập từ một số người dùng nhất định, chẳng hạn như việc đánh dấu kênh là "NSFW" (Không an toàn cho công việc) yêu cầu người xem lần đầu phải xác nhận rằng họ trên 18 tuổi và sẵn sàng xem nội dung đó.
Các kênh văn bản hỗ trợ một số văn bản đa dạng thức sử dụng cú pháp giống như Markdown, ví dụ: *văn bản* để nhấn mạnh (làm đậm) văn bản, và ||văn bản|| ký hiệu cho spoilers nội tuyến. Các khối mã có đánh dấu theo ngôn ngữ cụ thể cũng có thể được sử dụng.
Discord đã ra mắt tính năng "Kênh sân khấu" vào tháng 5 năm 2021, một tính năng tương tự như Clubhouse, cho phép các kênh trực tiếp, được kiểm duyệt, cho các cuộc trò chuyện âm thanh, thảo luận và các mục đích sử dụng khác, thậm chí có thể chỉ dành cho người dùng được mời hoặc có vé tham dự. Ban đầu, người dùng có thể tìm kiếm các Kênh sân khấu mở có liên quan đến sở thích của họ thông qua công cụ Khám phá sân khấu, tuy nhiên công cụ này đã ngừng hoạt động vào tháng 10 năm 2021.
Vào tháng 8 năm 2021, Discord ra mắt tính năng "Chủ đề", là các kênh văn bản tạm thời có thể được cài đặt để tự động biến mất. Điều này nhằm giúp thúc đẩy giao tiếp nhiều hơn trong Máy chủ.

### Tin nhắn trực tiếp
Tin nhắn trực tiếp trong Discord cho phép người dùng gửi tin nhắn, chia sẻ tệp, phát trực tiếp màn hình của họ và gọi riêng cho người khác bên ngoài máy chủ. Một tính năng được bổ sung trong tin nhắn trực tiếp Discord là khả năng tạo nhóm tin nhắn lên đến 10 người dùng.

### Hồ sơ người dùng
Người dùng đăng ký Discord bằng địa chỉ email và phải tạo tên người dùng. Để cho phép nhiều người dùng sử dụng cùng một tên người dùng, họ được gán một số gồm bốn chữ số được gọi là "dấu phân biệt" (thông tục là "thẻ Discord"), có tiền tố là "#", được thêm vào cuối tên người dùng của họ.
Discord cho phép người dùng kết nối nhiều nền tảng bên ngoài khác nhau với tài khoản của họ, bao gồm PayPal, TikTok, eBay, Crunchyroll, Battle.net, Epic Games, League of Legends, Riot Games, Steam, Reddit, Twitch, Twitter, Spotify, Xbox, PlayStation và YouTube. Các tài khoản này có thể được tùy chọn hiển thị trên hồ sơ của người dùng.
Người dùng có thể tự gán cho mình một ảnh hồ sơ. Những người đăng ký Discord Nitro, một phần trong kế hoạch kiếm tiền của Discord, có thể sử dụng ảnh hồ sơ động. Vào tháng 6 năm 2021, Discord đã thêm một tính năng cho phép tất cả người dùng thêm phần giới thiệu về tôi vào hồ sơ của họ, cũng như biểu ngữ màu tùy chỉnh ở đầu hồ sơ của họ. Những người đăng ký Discord Nitro có thêm khả năng tải lên hình ảnh tĩnh hoặc động làm biểu ngữ của họ thay vì một màu đồng nhất.
Tính năng gọi điện video và chia sẻ màn hình đã được thêm vào tháng 10 năm 2017, cho phép người dùng tạo cuộc gọi điện video riêng tư với tối đa 10 người dùng, sau đó tăng lên 50 do sự gia tăng phổ biến của cuộc gọi điện video trong đại dịch COVID-19.
Vào tháng 8 năm 2019, điều này đã được mở rộng với các kênh phát trực tiếp trong máy chủ. Người dùng có thể chia sẻ toàn bộ màn hình của họ hoặc một ứng dụng cụ thể và những người khác trong kênh đó có thể chọn xem luồng. Mặc dù các tính năng này phần nào bắt chước khả năng phát trực tiếp của các nền tảng như Twitch, nhưng công ty không có kế hoạch cạnh tranh với các dịch vụ này, vì các tính năng này được tạo ra cho các nhóm nhỏ.
Vào tháng 12 năm 2022, Discord đã ra mắt tính năng giới hạn nhân ngày Lễ Giáng Sinh giúp cho người dùng có thể trang trí ảnh đại diện của họ cho đến ngày 6 tháng 1 năm 2023. Tính năng này hiện đang được giới hạn trong các sự kiện khác nhau (VD: Mùa xuân 2023, Sinh nhật Discord lần thứ 8).
Vào ngày 3 tháng 5 năm 2023, Discord chính thức thông báo rằng họ sẽ đổi kiểu tên người dùng từ tên người dùng có hậu tố là dấu phân biệt với bốn chữ số (#) sang tiền tố là "@" và tên người dùng ở đằng sau (không bao gồm các ký tự đặc biệt), điều này làm tên người dùng của Discord giống với kiểu tên người dùng ở các nền tảng khác. Đồng thời họ cũng thêm tên hiển thị, cho phép người dùng đổi biệt danh của họ để thay thế cho việc tên người dùng không được chứa ký tự đặc biệt
.

### Phân phối kỹ thuật số
Vào tháng 8 năm 2018, Discord đã tung ra bản thử nghiệm mặt tiền cửa hàng trò chơi, cho phép người dùng mua một bộ trò chơi được quản lý thông qua dịch vụ. Điều này bao gồm một bộ trò chơi nổi bật "First on Discord" mà các nhà phát triển của họ chứng thực sự giúp đỡ của Discord trong việc ra mắt, mang lại cho những trò chơi này 90 ngày độc quyền trên thị trường Discord. Những người đăng ký Discord Nitro cũng sẽ có quyền truy cập vào một bộ trò chơi xoay vòng như một phần trong gói đăng ký của họ, với giá Nitro sẽ tăng từ 4,99 USD lên 9,99 USD một tháng. Một dịch vụ rẻ hơn có tên là 'Nitro Classic' cũng được phát hành có các đặc quyền tương tự như Nitro nhưng không bao gồm các trò chơi miễn phí.
Theo sau sự ra mắt Epic Games Store, nơi thách thức cửa hàng Steam của Valve bằng cách chỉ cắt giảm 12% doanh thu trò chơi, Discord đã thông báo vào tháng 12 năm 2018 rằng họ sẽ giảm mức cắt giảm doanh thu của chính mình xuống 10%.
Để hỗ trợ thêm cho các nhà phát triển, bắt đầu từ tháng 3 năm 2019, Discord đã cho phép các nhà phát triển và nhà xuất bản chạy máy chủ của riêng họ cung cấp trò chơi của họ thông qua một kênh cửa hàng chuyên dụng trên máy chủ của họ, với Discord quản lý việc xử lý và phân phối thanh toán. Ví dụ: điều này có thể được sử dụng để cấp cho một số người dùng quyền truy cập vào các bản dựng alpha và beta của một trò chơi đang được tiến hành như một giải pháp thay thế quyền truy cập sớm.
Cũng vào tháng 3 năm 2019, Discord đã xóa mặt tiền cửa hàng kỹ thuật số, thay vào đó chọn tập trung vào Nitro và bán hàng trực tiếp được thực hiện thông qua máy chủ của chính nhà phát triển. Vào tháng 9 năm 2019, Discord thông báo rằng họ sẽ kết thúc dịch vụ trò chơi miễn phí của mình vào tháng 10 năm 2019 vì họ nhận thấy có quá ít người chơi các trò chơi được cung cấp.

### Công cụ dành cho nhà phát triển
Vào tháng 12 năm 2016, công ty đã giới thiệu API GameBridge của mình, cho phép các nhà phát triển trò chơi tích hợp trực tiếp với Discord trong trò chơi.
Vào tháng 12 năm 2017, Discord đã thêm một bộ phát triển phần mềm cho phép các nhà phát triển tích hợp trò chơi của họ với dịch vụ, được gọi là "Rich Precense". Sự tích hợp này thường được sử dụng để cho phép người chơi tham gia trò chơi của nhau thông qua Discord hoặc hiển thị thông tin về tiến trình trò chơi của người chơi trong hồ sơ Discord của họ.
Discord cũng cung cấp các công cụ để người dùng tạo bot của riêng họ. Có rất nhiều thư viện ngôn ngữ lập trình hỗ trợ các nhà phát triển làm ra Bot, ví dụ như discord.js (JavaScript), discord.py (Python),...
Tài liệu cho Discord API được lưu trữ trên GitHub và được định dạng để hiển thị trên trang web của họ.
Vào tháng 10 năm 2022, Discord đang bắt đầu với khoản tài trợ cam kết trị giá 5 triệu USD dành cho các nhà phát triển tiềm năng, các công ty khởi nghiệp ở giai đoạn đầu và các đối tác chiến lược để mang tính sáng tạo đến với Discord. Discord cũng thông báo họ đang phát triển tính năng "Premium App Subscriptions" giúp cho nhà phát triển có thể kiếm tiền ngay tại bot của họ.

## Cơ sở hạ tầng
Discord là một phần mềm trò chuyện nhóm liên tục, dựa trên kiến trúc cơ sở dữ liệu nhất quán cuối cùng.
Ứng dụng Discord dành cho máy tính để bàn, web và iOS sử dụng React, còn trên iOS/iPadOS sử dụng React Native. Ứng dụng Android ban đầu được viết nguyên bản, nhưng bây giờ cũng sử dụng React Native. Discord trên máy tính được xây dựng dựa trên framework Electron, cho phép nó hoạt động đa nền tảng và như một ứng dụng trên máy tính.
Discord được hỗ trợ bởi cơ sở hạ tầng của Google Cloud Platform tại hơn ba mươi trung tâm dữ liệu trên mười ba vùng lãnh thổ và quốc gia, giúp cho ứng dụng có độ trễ .
Vào tháng 7 năm 2020, Discord đã bổ sung tính năng chống ồn bằng công nghệ lọc âm thanh Krisp, cho ứng dụng di động của mình.
Phần phụ trợ (Back-end) của Discord được viết chủ yếu bằng Elixir và Python cũng như Rust, Go và C++.

## Doanh thu
Mặc dù bản thân phần mềm không mất phí nhưng các nhà phát triển đã nghiên cứu các cách kiếm tiền từ nó, với các tùy chọn tiềm năng bao gồm các tùy chọn tùy chỉnh trả phí như biểu tượng cảm xúc hoặc nhãn dán. Các nhà phát triển của Discord đã tuyên bố rằng mặc dù họ sẽ tìm cách kiếm tiền từ phần mềm, nhưng nó sẽ không bao giờ mất các tính năng cốt lõi của nó.
Vào tháng 1 năm 2017, dịch vụ đăng ký trả phí đầu tiên và các tính năng đã được phát hành với "Discord Nitro Classic" (ban đầu được phát hành là "Discord Nitro"). Với phí đăng ký hàng tháng là 4,99 USD, người dùng có thể nhận được hình đại diện hoạt hình, sử dụng biểu tượng cảm xúc tùy chỉnh và/hoặc hoạt hình trên tất cả các máy chủ (người dùng không phải Nitro chỉ có thể sử dụng biểu tượng cảm xúc tùy chỉnh trên máy chủ mà họ đã được thêm vào), kích thước tệp tối đa được tăng lên tải lên tệp (từ 8 MB đến 50 MB), khả năng chia sẻ màn hình ở độ phân giải cao hơn, khả năng chọn "Thẻ Discord" phân biệt của riêng họ (từ #0001 đến #9999) và huy hiệu hồ sơ duy nhất.
Vào tháng 10 năm 2018, "Discord Nitro" được đổi tên thành "Discord Nitro Classic" với sự ra đời của "Discord Nitro" mới, có giá 9,99 USD và bao gồm quyền truy cập vào các trò chơi miễn phí thông qua cửa hàng trò chơi Discord. Những người đăng ký Discord Nitro Classic hàng tháng tại thời điểm ra mắt cửa hàng trò chơi Discord đã được tặng Discord Nitro, kéo dài đến ngày 1 tháng 1 năm 2020 và những người đăng ký hàng năm của Discord Nitro Classic được tặng Discord Nitro cho đến ngày 1 tháng 1 năm 2021.
Vào tháng 10 năm 2019, Discord đã kết thúc dịch vụ trò chơi miễn phí của họ với Nitro.
Vào tháng 6 năm 2019, Discord đã giới thiệu "Nâng cấp Máy chủ", một cách để mang lại lợi ích cho các máy chủ cụ thể bằng cách mua một "boost" cho nó, với đủ mức boost mang lại nhiều lợi ích khác nhau cho người dùng trong máy chủ cụ thể đó. Mỗi lần tăng là một gói đăng ký có giá 4,99 USD một tháng. Ví dụ: nếu một máy chủ duy trì 2 lần tăng, nó sẽ mở khóa các đặc quyền như chất lượng âm thanh tối đa cao hơn trong các kênh thoại và khả năng sử dụng biểu tượng máy chủ động. Người dùng với Discord Nitro hoặc Discord Nitro Classic được giảm 30% chi phí tăng máy chủ, đặc biệt người đăng ký Nitro cũng nhận được 2 lần tăng máy chủ miễn phí.
Discord bắt đầu thử nghiệm nhãn dán kỹ thuật số trên nền tảng của mình vào tháng 10 năm 2020 cho người dùng ở Canada. Hầu hết các nhãn dán có giá từ 1,50 USD đến 2,25 USD và là một phần của chiến lược kiếm tiền của Discord. Những người đăng ký Discord Nitro đã nhận được gói nhãn dán "What's Up Wumpus" miễn phí tập trung vào Wumpus - linh vật của Discord.
Vào tháng 6 năm 2022, một số nguồn tin cho rằng Discord đang trong quá trình phát triển một gói đăng ký mới với tên gọi tạm thời "Discord Nitro Lite" có giá được tiết lộ ban đầu là 2,99 USD. Hai tháng sau, họ đổi tên gói thành "Discord Nitro Basic" (gói được thử nghiệm sớm tại Vương Quốc Anh) và dự kiến đây sẽ là phiên bản thay thế cho "Discord Nitro Classic". Discord chính thức phát hành Nitro Basic vào ngày 17 tháng 10 năm 2022.
Vào tháng 12 năm 2022, Discord bắt đầu tất cả những người sáng tạo ở Hoa Kỳ đủ điều kiện đều có thể kiếm tiền trực tiếp từ máy chủ Discord của họ. Người sáng tạo sẽ được giữ 90% số tiền của mỗi cấp đăng kí hàng tháng mà bạn bán, trừ đi một số khoản phí nhỏ vì lý do pháp lý và Discord sẽ lấy 10% số tiền thu nhập của máy chủ hàng tháng.